# 48 timmar (1982)
För andra betydelser, se 48 timmar.
48 timmar är en amerikansk actionkomedi från 1982 i regi av Walter Hill.

## Handling
En mördare rymmer från fängelset efter att ha skjutit ner två vakter. Med hjälp av sina lika kumpaner letar han nu efter bytet från deras senaste rån.
Stans tuffaste polis Jack Cates (Nick Nolte) tar upp jakten på mördarna. Han får loss San Franciscos fräckaste skojare Reggie Hammond (Eddie Murphy) från fängelset i 48 timmar, eftersom Reggie vet var pengarna finns. Tillsammans vänder det udda paret upp och ner på stan under den vilda jakten ...

## Om filmen
48 timmar regisserades av Walter Hill, som även skrev filmens manus tillsammans med Roger Spottiswoode, Larry Gross och Steven E. de Souza. Filmen fick mycket god kritik vilket föranledde en uppföljare – 48 timmar igen.

## Rollista (urval)
- Nick Nolte - Jack Cates
- Eddie Murphy - Reggie Hammond
- Annette O'Toole - Elaine
- Frank McRae - Haden
- James Remar - Albert Ganz
- David Patrick Kelly - Luther
- Sonny Landham - Billy Bear
- Brion James - Ben Kehoe
- James Keane - Vanzant
- Marcelino Sánchez - parkeringsvakt